# 伊日·特尔恩卡
伊日·特尔恩卡（捷克語：Jiří Trnka，1926年12月2日—2005年3月1日），捷克男子足球运动员，司职后卫。他曾代表捷克斯洛伐克国家队参加1954年国际足联世界杯，结果队伍止步小组赛阶段。